# Limnoria segnis
Limnoria segnis is een pissebed uit de familie Limnoriidae. De wetenschappelijke naam van de soort is voor het eerst geldig gepubliceerd in 1883 door Charles Chilton.